# Edinburgh Business School
La Edinburgh Business School (EBS) è la graduate school in economia dell'Università Heriot-Watt (HWU) di Edimburgo, in Scozia. L'università prende il nome dal pioniere delle macchine a vapore James Watt e dall'uomo d'affari George Heriot e fu fondata nel 1821 come scuola tecnica. Il fondatore della business school fondata nel 1997 è il professor Keith G. Lumsden, che in precedenza ha svolto attività di ricerca e ha insegnato per molti anni presso la Graduate School of Business dell'Università di Stanford negli Stati Uniti.
I programmi MBA sono offerti in formati di apprendimento a tempo pieno, part-time e a distanza. Con oltre 9.000 studenti provenienti da oltre 120 paesi, EBS è una delle più grandi scuole di business. Oltre al classico programma MBA, esiste anche un programma avanzato DBA (Doctor of Business Administration), a cui sono stati iscritti circa 120 studenti nel 2004.
L'Università Heriot-Watt è accreditata dalla British Royal Charter (1966) e riconosciuta dal Dipartimento dell'istruzione e dal Dipartimento dell'istruzione degli Stati Uniti.
Nel 2010, il programma di formazione a distanza MBA della Edinburgh Business School ha ottenuto il primo posto nella categoria "Online MBA" nella classifica globale del Financial Times.